# Государственно-частное партнёрство
Госуда́рственно-ча́стное партнёрство (ГЧП) — совокупность форм средне- и долгосрочного взаимодействия государства и бизнеса для решения общественно значимых задач на взаимовыгодных условиях. Опорным институтом развития ГЧП в России, обязательным участником проектов государственно-частного партнёрства выступает ВЭБ.РФ и входящий в его периметр Национальный центр ГЧП.

## История
Взаимодействие государства и частного сектора для решения общественно значимых задач имеет давнюю историю, в том числе и в России. Это, в свою очередь, стало необходимым в связи со значительным сдвигом в сторону экономической либерализации, децентрализации и приватизации. Однако наиболее актуальным ГЧП стало в последние десятилетия. С одной стороны, усложнение социально-экономической жизни затрудняет выполнение государством общественно значимых функций. С другой стороны, бизнес заинтересован в новых объектах для инвестирования. ГЧП представляет собой альтернативу приватизации жизненно важных, имеющих стратегическое значение объектов государственной собственности.
Наиболее показательный опыт государственно-частных партнёрств наработан в Великобритании.

## Содержание понятия
Среди специалистов нет единого мнения о том, какие формы взаимодействия власти и бизнеса можно отнести к ГЧП. Широкая трактовка подразумевает под ГЧП конструктивное взаимодействие власти и бизнеса не только в экономике, но и в политике, культуре, науке и т. д.
В числе базовых признаков государственно-частных партнёрств в узкой (экономической) трактовке можно назвать следующие:
- сторонами ГЧП являются государство и частный бизнес;
- взаимодействие сторон закрепляется на официальной, юридической основе;
- взаимодействие сторон имеет равноправный характер;
- ГЧП имеет чётко выраженную публичную, общественную направленность;
- в процессе реализации проектов на основе ГЧП консолидируются, объединяются ресурсы и вклады сторон;
- финансовые риски и затраты, а также достигнутые результаты распределяются между сторонами в заранее определённых пропорциях[5].

Как правило, ГЧП предполагает, что не государство подключается к проектам бизнеса, а, наоборот, государство приглашает бизнес принять участие в реализации общественно значимых проектов.
Для успешного выполнения программы ГЧП необходимы:
- Политическая воля.
- Соответствующая нормативно-правовая база.
- Объекты со значительными первоначальными капиталовложениями и наличием долгосрочных требований к обслуживанию на протяжении всего жизненного цикла.
- Сходные по размеру проекты для сравнения расходов с затратами на организацию государственных закупок.
- Постоянное гарантированное появление проектов, способных заинтересовать частные компании создавать технологические, инвестиционные и финансовые возможности.
- Институциональные возможности для управления как всей программой ГЧП, так и отдельными проектами[6].

## Формы реализации
В широком смысле к основным формам ГЧП в сфере экономики и государственного управления можно отнести:
- любые взаимовыгодные формы взаимодействия государства и бизнеса;
- государственные контракты;
- арендные отношения;
- финансовую аренду (лизинг);
- государственно-частные предприятия;
- соглашения о разделе продукции (СРП);
- концессионные соглашения.

В России в 2004 году рассматривалось семь основных типов концессионных соглашений. Однако, в связи с включением в ряд международных договоров РФ отдельных положений из документов Международного банка реконструкции и развития (Всемирного банка) и подготовкой к вступлению в ВТО в российское законодательство были включены и иные термины характеризующие иные виды концессионных соглашений.
На 2012 год в российском праве были предусмотрены следующие 3 формы (типы контрактов) ГЧП:
Контракт на управление и арендные договоры;
Контракт на эксплуатацию и обслуживание;
Концессия.
| № | Сокращение | Расшифровка                                                                             | Описание |
| 1 | *BOT       | Build, Operate, Transfer (Построй, Действуй, Передай)                                   | Концессионный механизм: создание, право пользования (без права собственности) в течение срока соглашения и передача государству. |
| 2 | BOOT       | Build, Own, Operate, Transfer (Построй, Владей, Действуй, Передай)                      | Аналогично вышесказанному, но право собственности на время действия контракта принадлежит частному партнёру |
| 3 | *BTO       | Build, Transfer, Operate (Построй, Передай, Действуй)                                   | Аналогично п. 1, только объект передается государству сразу после строительства. Частный партнёр обслуживает объект в течение срока действия соглашения, а публичный возмещает затраты регулярными платежами (контракт жизненного цикла). |
| 4 | *BOO       | Build, Own, Operate (Построй, Владей, Действуй)                                         | Аналогично п. 2, но по истечении срока соглашения объект остается в собственности частного партнёра. |
| 5 | BOMT       | Build, Operate, Maintain, Transfer (Построй, Действуй, Поддерживай, Передай)            | Акцент на поддержке жизнеспособности и обслуживании объекта. Право собственности остается у публичного партнёра. |
| 6 | DBOOT      | Design, Build, Own, Operate, Transfer (Спроектируй, Построй, Владей, Действуй, Передай) | Аналогично п. 2, но в обязанности частного партнёра входит и проектирование объекта соглашения. |
| 7 | DBFO       | Design, Build, Finance, Operate (Спроектируй, Построй, Финансируй, Действуй)            | Акцент на обязанности частного партнёра финансировать строительство и мероприятия по обслуживанию. Публичный партнёр возмещает издержки регулярными платежами.                                                                            |

* Прописаны в Российском законодательстве (по состоянию на 2012 год прописаны все указанные виды, а также иные)
Решением совета глав правительств СНГ "О межгосударственной программе сотрудничества государств-участников СНГ на период до 2020 года" в качестве приложения 4 утвержден "Словарь терминов (глоссарий) необходимых для работы с программой", в котором приводится полная расшифровка применяемых в рамках ГЧП терминов, в том числе 18 типов концессионных соглашений

## Области применения
Основная область применения ГЧП в мире — постройка автомагистралей. Среди оставшихся самую большую долю занимают проекты в ЖКХ, также с помощью ГЧП реализуются объекты IT-инфраструктуры, социальной сферы.
В России, согласно №224-ФЗ о ГЧП и №115-ФЗ о концессиях, объектами соглашений могут выступать автомобильные дороги и объекты дорожной инфраструктуры и сервиса, объекты железнодорожного и трубопроводного транспорта, порты и аэропорты, суда (морские, речные, воздушные), объекты здравоохранения (поликлиники, стационары, центры высокотехнологичной медицины и т.д.), объекты образования, культуры, спорта, туризма (школы, детские сады, турбазы, СОК, бассейны, ледовые арены и т.д.). Также к объектам соглашений относят сооружения, на которых осуществляются обработка, утилизация, обезвреживание, объекты благоустройства территорий; после принятия Федерального закона от 03.07.2016 N 275-ФЗ объекты размещение твердых коммунальных отходов выделены в отдельную категория. Метрополитен не может рассматриваться как объект ГЧП-соглашений, но входит в перечень объектов, в отношении которых могут быть заключены концессионные соглашения.
Федеральным законом от 29.06.2018 № 173-ФЗ «О внесении изменений в отдельные законодательные акты Российской Федерации» IT-объекты  были добавлены в перечень объектов соглашений, благодаря чему появилась возможность реализации проектов в сфере IT как в формате соглашений о ГЧП, так и в формате концессионных соглашений.

## Государственно-частное партнёрство в России
Вступает в силу 1 января 2016 г. Федеральный закон от 13 июля 2015 г. N 224-ФЗ "О государственно-частном партнёрстве, муниципально-частном партнёрстве в Российской Федерации и внесении изменений в отдельные законодательные акты Российской Федерации" (за исключением статьи 46, которая вступила в силу 14 июля 2015 г.).
В России понятие ГЧП впервые в законодательстве появилось в Законе Санкт-Петербурга от 25.12.2006 № 627-100 «Об участии Санкт-Петербурга в государственно-частных партнёрствах». К настоящему времени подобные законы приняты в 69 субъектах РФ, однако большая их часть является декларативными документами. Помимо региональных актов, регламентируют сферу ГЧП также Федеральный закон от 21.07.2005 г. № 115-ФЗ «О концессионных соглашениях»
 и Федеральный закон от 05.04.2013 № 44-ФЗ "О контрактной системе в сфере закупок товаров, работ, услуг для обеспечения государственных и муниципальных нужд". В какой-то степени регулирует ГЧП и Федеральный закон РФ от 22.07.2005 г. № 116-ФЗ «Об особых экономических зонах в РФ» (предоставление бизнесу льгот на определенной территории – тоже вариант ГЧП в широком смысле). Тем не менее, все эти нормативно-правовые акты покрывают далеко не все возможные формы ГЧП.
Из вышеобозначенных типов ГЧП в Российском законодательстве закреплены лишь три (BOT, BTO, BOO). Тем не менее, ГЧП в России работает и без проработанной законодательной базы: на начало 2013 года в России было запущено и реализовано порядка 300 таких проектов.
Федеральный закон о ГЧП в России обсуждается ещё с середины 2000-х годов, но первая его редакция была подготовлена только к июню 2012 года. Вторая версия закона появилась уже через 4 месяца. 13 марта 2013 года Правительство внесло в Госдуму уже третий вариант законопроекта «Об основах государственно-частного партнёрства в Российской Федерации». В предыдущих редакциях из сферы применения закона были исключены объекты ЖКХ и оборонного значения. Сейчас таких ограничений не будет. Из нововведений также отмечается введение единого конкурса на весь проект ГЧП (вместо раздельных на каждый вид работ), а также, наоборот, отмена конкурса на передачу земельных участков, необходимых для строительства объекта ГЧП. Общепринятого определения, как и федерального закона о ГЧП, на сегодняшний день не существует. 26 апреля 2013 года Госдума приняла в первом чтении законопроект № 238827-6 «Об основах государственно-частного партнёрства в Российской Федерации», определяющий основы государственно-частного партнёрства. Однако Россия уже заключила целый ряд международных договоров которыми предусмотрены принципы частно-государственного партнёрства, а в соответствии с положениями пункта 4 статьи 15 Конституции РФ такие положения имеют приоритет над российскими законами.
Развитие ГЧП в России сдерживается не только отсутствием проработанного законодательства. Не меньшее значение имеет отсутствие механизмов долгосрочного финансирования. Российский бизнес (в частности, банки) не готов участвовать в длительных проектах (соглашения о ГЧП заключаются обычно на 10-50 лет). Сейчас большинство крупных проектов ГЧП реализуется в режиме «ручного управления». Так, строительство Западного скоростного диаметра стало возможным только после вмешательства Владимира Путина.
В 2007 году на базе Внешэкономбанка СССР был создан Банк развития. Основной закон, регламентирующий деятельность этого учреждения, прямо закрепляет за ним функции участника рынка ГЧП. Дирекция ГЧП Внешэкономбанка является структурным подразделением Банка развития.
В мировой практике специализированные негосударственные организации, занимающиеся методическим сопровождением проектов ГЧП и развитием рынка инфраструктурных инвестиций в целом,  появились в начале 2000-х. Первой можно считать Partnerships UK в Великобритании, затем аналогичные центры возникли в ЮАР, Австралии (штат Виктория) и т. д. Предшествовали появлению центров развития ГЧП государственные структуры, которые осуществляли функции методического сопровождения и разработки первичной нормативной базы в сфере ГЧП. Большинство центров развития ГЧП отвечают за разработку технико-экономического обоснования и составление планов реализации проектов ГЧП, а также занимаются последующим консультационным сопровождением ГЧП-проектов. Некоторые центры, например, Parpublica и Partnerships BC помогают министерствам в разработке бизнес-планов и проведение анализа “цена-качество”. Другие, например, MAPPP, Paptnerships SA и South Africa PPP Unit занимаются исключительно анализом документов и технико-экономических обоснований к проектам ГЧП, написанных государственными организациями.
По аналогии с зарубежными центрами для становления и развития рынка ГЧП в России был учрежден Центр развития государственно-частного партнёрства. 
Центр развития ГЧП издает электронный журнал «Государственно-частное партнёрство в России», учредил первый ГЧП-институт, активно участвует в законодательной и иной деятельности по становлению и совершенствованию государственно-частного партнёрства в России.
В № 1 «ГЧП-журнала» (февраль 2013) был опубликован рейтинг «ГЧП-старт», характеризующий готовность субъектов РФ к строительству объектов публичной инфраструктуры с привлечением частных инвесторов на принципах ГЧП. Под "готовностью субъекта РФ к реализации проектов ГЧП" понимается выполнение ряда условий, обеспечивающих благоприятный климат для реализации инвестиционных проектов на принципах ГЧП.

### Государственно-частное партнёрство в Санкт-Петербурге
Региональные власти в России также принимают свои собственные программы ГЧП ради построения долгосрочного и взаимовыгодного сотрудничества ОИГВ и частного сектора для реализации крупных общественных проектов. Так по мнению руководителя Комитета по инвестициям и стратегическим проектам А. Чичканова: "Механизм ГЧП позволяет не только привлекать средства к реализации социально значимых для города проектов, но и находить самые современные технические решения и эффективно управлять созданными объектами".
По оценке Всемирного банка, в Санкт-Петербурге в настоящий момент осуществляется одна из самых масштабных в мире программ по реализации проектов с использованием схем государственно-частного партнёрства. Город разработал собственную законодательную базу, позволяющую инвесторам максимально эффективно взаимодействовать с региональными властями:
1. Так в 2006 году был принят Закон Санкт-Петербурга от 25.12.2006 № 627-100 «Об участии Санкт-Петербурга в государственно-частных партнёрствах»[10].
2. В дополнение к нему через 3 года было выпущено Постановление Правительства Санкт-Петербурга от 31.03.2009 № 346 «О мерах по развитию государственно-частных партнёрств в Санкт-Петербурге (недоступная ссылка)».
3. В рамках административной реформы был создан административный регламент Комитета по инвестициям и стратегическим проектам. в том же 2009 году было издано Распоряжение Комитета по инвестициям и стратегическим проектам Правительства Санкт-Петербурга от 08.12.2009 № 92 «Об утверждении административного регламента Комитета по инвестициям и стратегическим проектам по исполнению государственной функции по проведению экспертизы материалов, необходимой для определения наличия оснований для принятия решения о реализации инвестиционного проекта путём участия Санкт-Петербурга в государственно-частном партнёрстве (недоступная ссылка)»
4. Наконец, чтобы способствовать исполнению принятых документов, было разработано Постановление Правительства Санкт-Петербурга от 31.03.2009 № 347 «О мерах по реализации Закона Санкт-Петербурга "Об участии Санкт-Петербурга в государственно-частных партнёрствах" (недоступная ссылка)».

#### Действующие проекты ГЧП в Санкт-Петербурге
На основе Закона Санкт-Петербурга «Об участии Санкт-Петербурга в государственно-частных партнёрствах» осуществляются два крупных проекта: развитие аэропорта «Пулково» и строительство завода по переработке твёрдых бытовых отходов в п. Янино (недоступная ссылка)
Также ведётся предварительная подготовка проектов ГЧП в сфере жилищно-коммунального хозяйства (водо- и теплоснабжение, электросбережение и т. п.), развития транспортной инфраструктуры и в социальной сфере (строительство социально значимых объектов – школ, больниц и др.).
В 2016 году на основе Соглашения о государственно-частном партнерстве был реализован Центральный участок платной автомобильной дороги "Западный скоростной диаметр".

#### Конкурсы по проектам ГЧП в Санкт-Петербурге
31 марта 2011 года состоялось подведение итогов открытого Конкурса на право заключения соглашения о создании и эксплуатации на основе государственно-частного партнёрства зданий, предназначенных для размещения образовательных учреждений на территории Пушкинского района Санкт-Петербурга и договора аренды участков. Победителем Конкурса признано ООО "Управляющая компания "Перемена".
В настоящее время Комитетом объявлены конкурсы на реализацию следующих проектов:
- строительство Дворца искусств на Васильевском острове
- реконструкция и строительство объектов Северной водонапорной станции Санкт-Петербурга с внедрением двухступенчатой технологии очистки воды

### Государственно-частное партнёрство в Москве
С 2015 года Москва занимает первое место в рейтинге регионов России по уровню развития государственно-частного партнерства, который составляется Национальным Центром ГЧП при поддержке Минэкономразвития России. При его формировании оценивается инвестиционная привлекательность регионов, развитие нормативной базы и институциональной среды в сфере ГЧП, а также опыт реализации конкретных проектов.

### Проекты ГЧП в Москве
С 2013 по 2016 год в Москве на условиях ГЧП заключены контракты на сумму около 700 млрд руб.
В Москве реализуются крупные инфраструктурные проекты на условиях ГЧП, в том числе в сфере дорожно-транспортного строительства. Примером такого проекта является строительство Северного дублера Кутузовского проспекта – высокоскоростной магистрали, протяженностью 11 километров от МКАД до ММДЦ «Москва-Сити». Проект реализуется в форме концессии.
В Москве реализуются проекты ГЧП с участием малого и среднего предпринимательства. Рядом нормативных актов Правительства Москвы предусмотрена возможность получить здание или помещение в рамках программы льготной аренды городской недвижимости с инвестиционными обязательствами. По правилам программы, инвестор переходит на льготную ставку аренды 1 рубль за квадратный метр в год после реконструкции и оснащения помещения за счет собственных средств. В здравоохранении это проект «Доктор рядом», направленный на открытие  частных клиник общей врачебной практики. В образовании инвесторам предлагается взять в аренду здание под создание частных детских садов и школ на льготных условиях. Аналогичный механизм применяется и в отношении объектов культурного наследия Москвы.

## Государственно-частное партнёрство на Украине
В октябре 2010 года вступил в силу Закон Украины «О государственно-частном партнёрстве» - закон, отразивший точку зрения украинского государства по поводу принципов, форм и условий взаимодействия бизнеса и государства.
Государственно-частное партнёрство как способ организации публично-частных правоотношений известно украинскому бизнесу давно. На практике оно выражается в формах совместной деятельности, управления государственном имуществом, аренды государственного имущества, концессии и других.
Новый закон фактически воспроизводит картину государственно-частного партнёрства, существующую на практике, с прибавлением к ней желательных для государства штрихов.
Термин «государственно-частное партнёрство» введён как политико-управленческая, а не юридическая категория. Он определён как сотрудничество между государством в лице его органов и субъектами хозяйствования, основанное на договоре.  
Более подробно о государственно-частном партнёрстве на Украине можно найти на украиноязычной странице

## Дополнительное чтение
- Время инвестировать в ГЧП-проекты.pppadvisor.ru (21 февраля 2018) Дата обращения: 21.04.2022
- Концессионные договоры на предоставление услуг: первый опыт применения, КПМГ, 2007 г. web.archive.org (28 декабря 2010). Дата обращения: 30 января 2020.
- Не в дружбу, а в госслужбу. www.kommersant.ru (8 августа 2005). Дата обращения: 30 января 2020.